# Przekształtnik energoelektroniczny
Przekształtnik – urządzenie do bezpośredniego przekształcenia czasowego przebiegu prądu elektrycznego.
W ogólnym przypadku przekształtnik energoelektroniczny można określić jako układ przekazujący energię elektryczną między dwoma obwodami różniącymi się częstotliwością oraz wartością napięć i prądów. Rodzaje przekształcania energii elektrycznej, najczęściej spotykane w praktyce, można sprowadzić do kilku podstawowych typów. Są to:
- prostowanie (AC/DC) – przekazywanie energii z obwodu napięcia przemiennego do obwodu napięcia stałego (zob. prostownik)
- falowanie (DC/AC) – przekazywanie energii z obwodu napięcia stałego do obwodu napięcia przemiennego (zob. falownik)
- sterowanie napięciem przemiennym (AC/AC)
- impulsowe sterowanie napięcia stałego (DC/DC)

Łącząc powyższe operacje przekształcania można uzyskać funkcje bardziej złożone.